# Biomasa

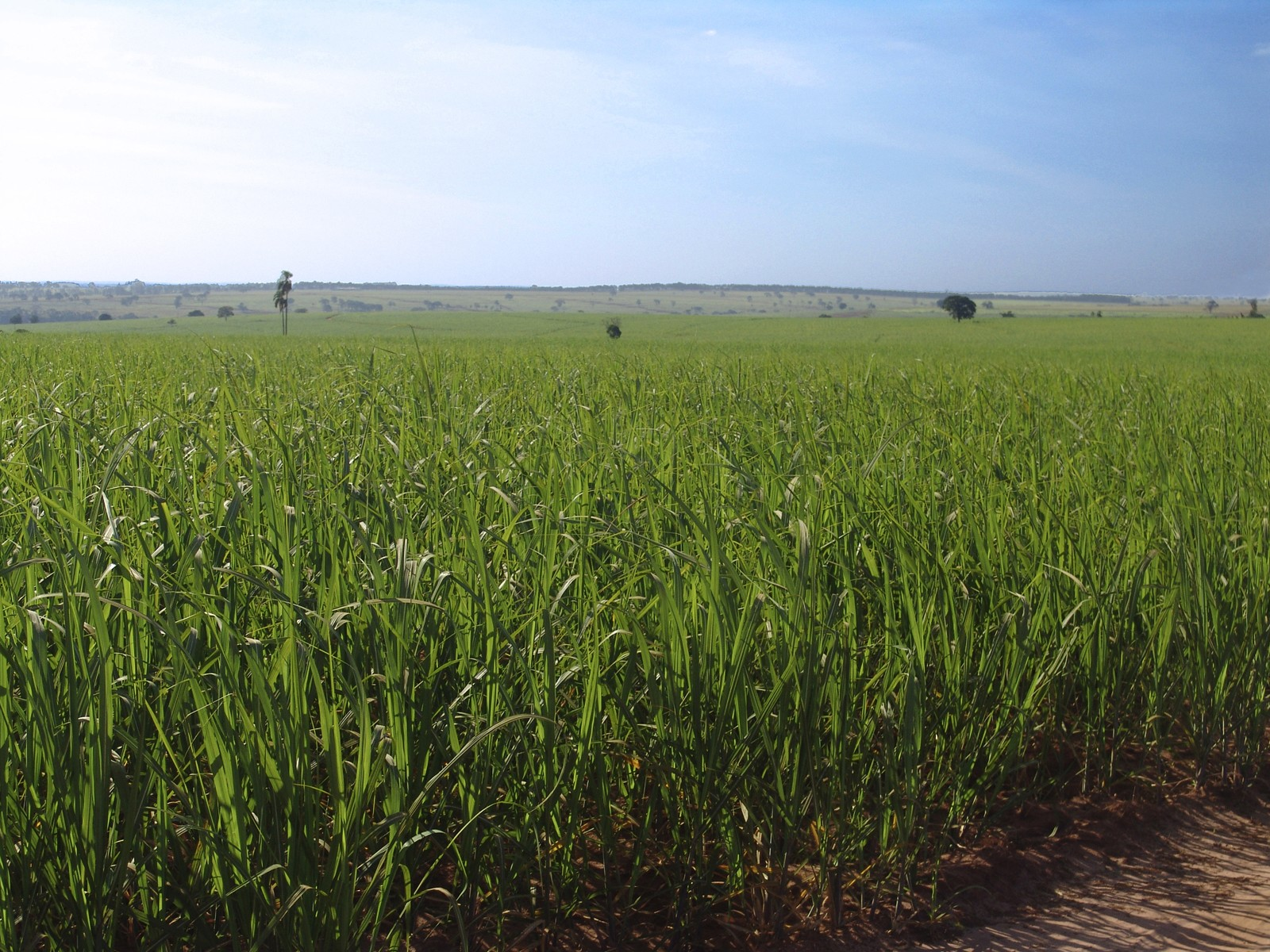
Plantacja trzciny cukrowej

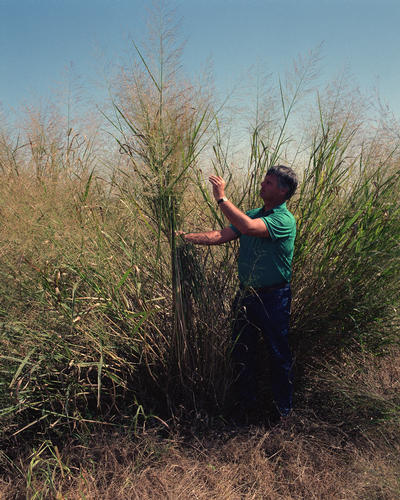
Proso rózgowe, jedna z roślin wykorzystywanych w USA jako paliwo

Biomasa – oznacza ulegającą biodegradacji frakcję produktów, odpadów i pozostałości z produkcji rolnej (w tym substancje pochodzenia roślinnego i zwierzęcego), leśnej i powiązanych gałęzi przemysłu, w tym rybołówstwa i akwakultury, a także biogazy i ulegającą biodegradacji frakcję odpadów przemysłowych i komunalnych.
Wyróżnia się czasem fitomasę (biomasę roślin) oraz zoomasę (biomasę zwierząt), a także biomasę mikroorganizmów (np. plankton). Inny podział wyróżnia w ekosystemach biomasę producentów i biomasę konsumentów, które składają się na całkowitą biomasę biocenozy (oszacowania dotyczące biosfery). Biomasa producentów tworzona jest w procesie fotosyntezy. Konsumenci i reducenci (destruenci) tworzą swoją biomasę kosztem biomasy producentów.

## Produkcja biomasy

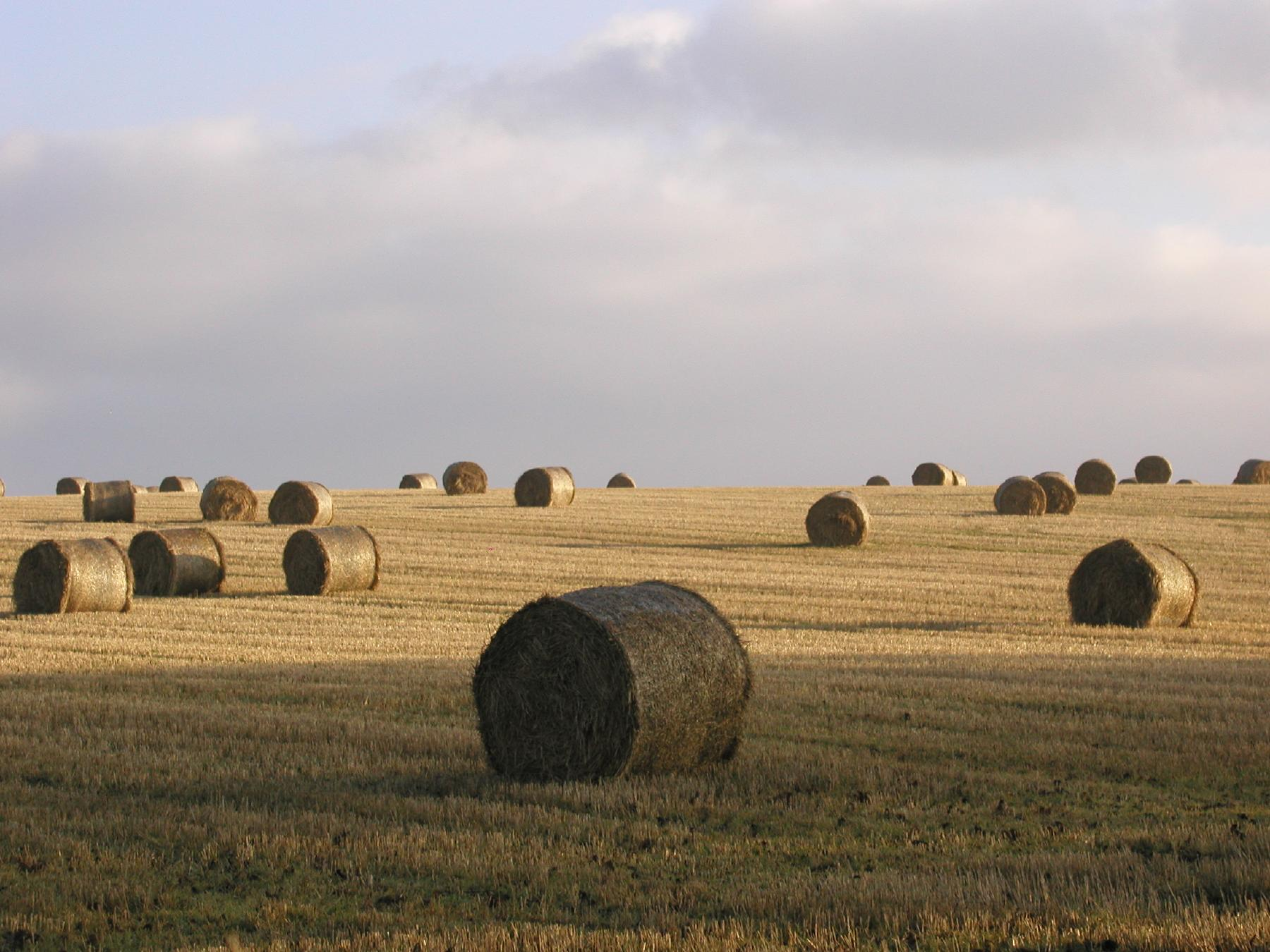
Słoma w postaci balotów jest przykładem biomasy

Poprzez fotosyntezę energia słoneczna jest akumulowana w biomasie, początkowo organizmów roślinnych, później w łańcuchu pokarmowym także zwierzęcych. Energię zawartą w biomasie można wykorzystać dla celów człowieka. Polega to na przetwarzaniu na inne formy energii poprzez spalanie biomasy lub spalanie produktów jej rozkładu. W wyniku spalania uzyskuje się ciepło, które może być przetworzone na inne rodzaje energii, np. energię elektryczną.
Biomasa wyrażana jest w postaci świeżej masy (organizmów żywych lub naturalna masa organizmów żywych) oraz suchej masy (masa organizmów żywych po wysuszeniu lub odparowaniu wody). Biomasa wyrażana jest w jednostkach wagowych (np. gram lub kilogram), a także w przeliczeniu na węgiel organiczny lub w jednostkach energii (kaloria, dżul).
Pomiar biomasy pozwala obliczyć produkcję biologiczną (zob. produktywność) poszczególnych jednostek organizacji biologicznej: osobnika, populacji, biocenozy, ekosystemu, biomu czy całej biosfery.

## Rodzaje biomasy
Do celów energetycznych wykorzystuje się najczęściej:
- drewno o niskiej jakości technologicznej oraz odpadowe;
- słomę, makuchy i inne odpady produkcji rolniczej;
- odchody zwierząt;
- osady ściekowe;
- wodorosty uprawiane specjalnie w celach energetycznych;
- odpady organiczne, np. wysłodki buraczane, łodygi kukurydzy, trawy, lucerny;
- oleje roślinne i tłuszcze zwierzęce.

W Polsce na potrzeby produkcji biomasy można uprawiać rośliny szybko rosnące:
- wierzba wiciowa (Salix viminalis)
- ślazowiec pensylwański lub inaczej malwa pensylwańska (Sida hermaphrodita)
- topinambur, czyli słonecznik bulwiasty (Helianthus tuberosus)
- róża wielokwiatowa znana też jako róża bezkolcowa (Rosa multiflora)
- rdestowiec sachaliński (Polygonum sachalinense)
- trawy wieloletnie, jak np.:
  - miskant:
    - miskant olbrzymi, czyli trawa słoniowa (Miscanthus sinensis gigantea)
    - miskant cukrowy (Miscanthus sacchariflorus)

  - spartina preriowa (Spartina pectinata)
  - palczatka Gerarda (Andropogon gerardi)
  - proso rózgowe (Panicum virgatum).

## Wady i zalety
Spalanie biomasy jest uważane za korzystniejsze dla środowiska niż spalanie paliw kopalnych, gdyż zawartość szkodliwych pierwiastków (przede wszystkim siarki) w biomasie jest niższa niż w przeciętnym węglu. Źródła biomasy są też stosunkowo jednorodnie rozmieszczone przestrzennie, co potencjalnie ogranicza konieczność transportu w stosunku do paliw kopalnych.
Biomasa ma teoretycznie korzystniejszy bilans dwutlenku węgla od paliw kopalnych ze względu na to, że rosnąc pochłania jego część w procesie fotosyntezy. Chęć ograniczenia emisji CO2 skutkowała wprowadzeniem subsydiów dla uprawy roślin energetycznych, a następnie wprowadzeniem obowiązku współspalania biomasy wraz z paliwami kopalnymi w elektrowniach. W praktyce bilans CO2 jest znacznie mniej korzystny niż wynika to z obliczeń teoretycznych, ze względu na emisje w trakcie produkcji (np. przeróbki na pelety) oraz transportu biomasy. Według badań Princeton University wykorzystanie biomasy do celów energetycznych dopiero po ok. 100 latach bilansuje emisję CO2 do zera.

## Metody wykorzystania energetycznego biomasy
Tradycyjnie powszechnie wykorzystuje się biomasę do ogrzewania i gotowania. W ramach wysiłków dążących do uniezależnienia potrzeb energetycznych od paliw kopalnych pojawiła się również tendencja do zaawansowanej konwersji biomasy, głównie do produkcji energii elektrycznej w elektrowniach cieplnych. Największy w Polsce kocioł opalany biomasą znajduje się w Elektrowni Połaniec.
Oprócz bezpośredniego spalania wysuszonej biomasy, energię pochodzącą z biomasy uzyskuje się również poprzez:
- zgazowanie – gaz generatorowy (głównie wodór i tlenek węgla) powstały ze zgazowania biomasy w zamkniętych reaktorach (tzw. gazogeneratorach) – jest on spalany w kotle lub bezpośrednio napędza turbinę gazową bądź silnik spalinowy, może być też surowcem do syntezy Fischera-Tropscha.
- w wyniku fermentacji biomasy otrzymuje się biogaz, metanol, etanol, butanol i inne związki, które mogą służyć jako paliwo.
- estryfikację – biodiesel.

## Wykorzystanie energetyczne biomasy w Polsce w latach 2005–2012
W większości polskich elektrowni w latach 2005–2012 realizowano tzw. współspalanie, czyli spalanie węgla z dodatkiem biomasy, a nie czystej biomasy. W związku z brakiem odpowiedniej wentylacji linii technologicznych doszło do szeregu pożarów i wybuchów, w tym z ofiarami śmiertelnymi.

## Regulacja rynku biomasy
W Unii Europejskiej przemysł energetyczny ma obowiązek korzystania z biomasy jako paliwa. Ze względu na niewystarczającą podaż w Europie i wyższe ceny praktyczną konsekwencją tych regulacji jest import biomasy spoza Unii Europejskiej, np. z Afryki czy Azji, co niweczy korzyści związane z ograniczeniem emisji.
W Polsce z importu pochodzi 85% biomasy. Przykładem może być elektrownia Dalkia Łódź, która importuje biomasę (zrębki drzewne) z Republiki Komi (Rosja), przewożąc co miesiąc około 7 tys. ton zrębków na odległość ponad 7 tys. km. Równocześnie znaczna część polskiej biomasy jest spalana przez elektrownie niemieckie. Inne elektrownie importują np. łupiny orzechów olejowca gwinejskiego z Malezji.
Z kolei w Wielkiej Brytanii spala się ponad 6 mln ton biomasy drzewnej pochodzącej ze Stanów Zjednoczonych i transportowanej na odległość 7400 km transportem morskim.